# En la ciudad
En la ciudad es una película española dirigida por Cesc Gay y estrenada en 2003.

## Argumento
Un grupo de amigos de Barcelona se juntan casi a diario para charlar sobre sus cosas. Aparentemente su relación de amistad es muy grande, pero en el fondo cada uno tiene una vida oculta ajena para el resto del grupo...

## Comentarios
Rodada en castellano en la ciudad de Barcelona, en octubre-diciembre de 2002.

## Análisis
En su segunda película, Cesc Gay elige la ciudad de Barcelona para desarrollar las historias que conforman En la ciudad. La ciudad es el lugar donde desarrollamos nuestra vida, que puede que no sea muy emocionante pero al fin y al cabo es nuestra vida. Todos nos convertimos en pequeñas células de cuanto nos rodea.
Es una película que se centra en relatar las cosas no contadas, las cosas íntimas de los personajes. Nos acerca así a un grupo de seis amigos y la realidad que están viviendo en un momento determinado. El director nos habla de la infidelidad, la homosexualidad, la diferencia de edad en las relaciones de pareja, la masturbación, pero no desde un punto de vista ético: no juzga nada, simplemente narra lo que ocurre. En este sentido se pone de manifiesto que nada es bueno o malo, simplemente ocurre. Pese a que la relación entre los personajes es evidente, se narran seis historias completamente diferentes.
Se trata de un recorrido por sus sentimientos y deseos más secretos. El espectador se convierte así no sólo en un espectador sino en un confidente. Lo más impactante de esta película no es lo que se cuenta, si no lo que se oculta. Está surgiendo un nuevo tipo de sociedad centrada más en la elección individual y en la sociedad de consumo. En la ciudad es una película coral y urbana, pero, como se ha comentado anteriormente, al mismo tiempo individualista, algo muy característico de la posmodernidad.

## Premios
XVIII edición de los Premios Goya
| Categoría               | Persona               | Resultado  |
| ----------------------- | --------------------- | ---------- |
| Mejor director          | Cesc Gay              | Candidato  |
| Mejor actriz de reparto | Mónica López          | Candidata  |
| Mejor actor de reparto  | Eduard Fernández      | Ganador    |
| Mejor guion original    | Cesc Gay Tomàs Aragay | Candidatos |

Medallas del Círculo de Escritores Cinematográficos de 2003
| Categoría               | Persona        | Resultado |
| ----------------------- | -------------- | --------- |
| Mejor actriz secundaria | Leonor Watling | Ganadora  |